# دانشگاه زولولند
دانشگاه زولولند (انگلیسی: UniZulu) یک مؤسسه آموزشی جامع عالی در شمال رودخانه توگلا در کوازولو-ناتال، آفریقای جنوبی است. این دانشگاه با مدارسی در ایالات متحده و اروپا مانند دانشگاه می‌سی‌سی‌پی، دانشگاه رادفورد، دانشگاه کشاورزی و مکانیک فلوریدا و دانشگاه ایالتی شیکاگو همکاری داشته‌است. دانشگاه زولولند یک دانشگاه حضوری است که در سال ۲۰۰۷ تعداد ۸۷۵۱ دانشجو در آن ثبت نام کرده‌اند.